# Station Shin-Kanaoka
Station Shin-Kanaoka (新金岡駅, Shin-Kanaoka-eki) is een metrostation in de wijk Kita-ku in de Japanse stad Sakai. Het wordt aangedaan door de Midosuji-lijn. Het station heeft één eilandperron.

## Treindienst

### Metro van Osaka(stationsnummer M29)
| 1 | ■Midosuji-lijn | richting Nakamozu                       |
| 2 | ■Midosuji-lijn | richting Tennōji, Namba, Umeda en Esaka |

## Geschiedenis
Het station werd in 1987 geopend, en maakte deel uit van de verlenging van de Midosuji-lijn richting Sakai

## Overig openbaar vervoer
Bussen van Nankai

## Stationsomgeving

### Publieke gebouwen
- Stadsdeelkantoor van Kita-ku
- Bibliotheek van Kita-ku
- Gezondheidscentrum van Kita-ku
- Brandweerkazerne en politiebureau van Kita-ku
- Politieschool
- Ziekenhuis voor arbeidsongevallen
- Toyokawa-ziekenhuis
- Kliniek voor longziekten
- Kanaoka-park

### Winkels
- Winkelcentrum Every
- Shinkana CITY (winkelcentrum)
- Saty (warenhuis)
- Sunkus
- Kobeya
- Don Quijote
- Autobacs Seven (autoaccessoires)
- Risona-Bank
- Senshu Ikeda-Bank